# Campeonato Mundial de Patinaje Artístico sobre Hielo de 1901
El VI Campeonato Mundial de Patinaje Artístico se realizó en Estocolmo (Suecia) entre el 10 y el 11 de febrero de 1901 bajo la organización de la Unión Internacional de Patinaje sobre Hielo (ISU) y la Federación Sueca de Patinaje sobre Hielo. 

## Resultados

### Masculino
| Puesto | Nombre         | País     | Puntos |
| ------ | -------------- | -------- | ------ |
| Oro    | Ulrich Salchow | Suecia   | 9      |
| Plata  | Gilbert Fuchs  | Alemania | 9      |
| Bronce | —              | —        | —      |

## Medallero
| Núm. | País     | Oro | Plata | Bronce | Total |
| ---- | -------- | --- | ----- | ------ | ----- |
| 1    | Suecia   | 1   | 0     | 0      | 1     |
| 2    | Alemania | 0   | 1     | 0      | 1     |
|      | TOTAL    | 1   | 1     | 0      | 2     |

| Predecesor: Suiza 1900 | Campeonato Mundial de Patinaje Artístico sobre Hielo 1901 | Sucesor: Reino Unido 1902 |

- Datos: Q1318694